# Zeeuwse grasworteluil
De zeeuwse grasworteluil (Apamea oblonga) is een nachtvlinder uit de familie van de uilen, de Noctuidae.

## Beschrijving
De voorvleugellengte bedraagt tussen de 18 en 23 millimeter. De grondkleur van de voorvleugels is donker grijsbruin. Op de vleugel bevindt zich enige crèmekleurige tekening.

## Waardplanten
De zeeuwse grasworteluil gebruikt diverse grassen als waardplanten, zoals rood zwenkgras en kweldergras. De rups is te vinden van augustus tot juni. De soort overwintert als rups.

## Voorkomen
De soort komt verspreid van Centraal- en Noord-Europa tot aan oostelijk Siberië. De habitat bestaat uit schorren, kwelders, riviermondingen, duinvalleien en moerassen.

### In Nederland en België
De zeeuwse grasworteluil is in Nederland een zeldzame en in België een zeer zeldzame soort. In Nederland is de soort vooral bekend uit het kustgebied. De vlinder kent één generatie die vliegt van juni tot en met augustus.